# 아키야마 도요히로

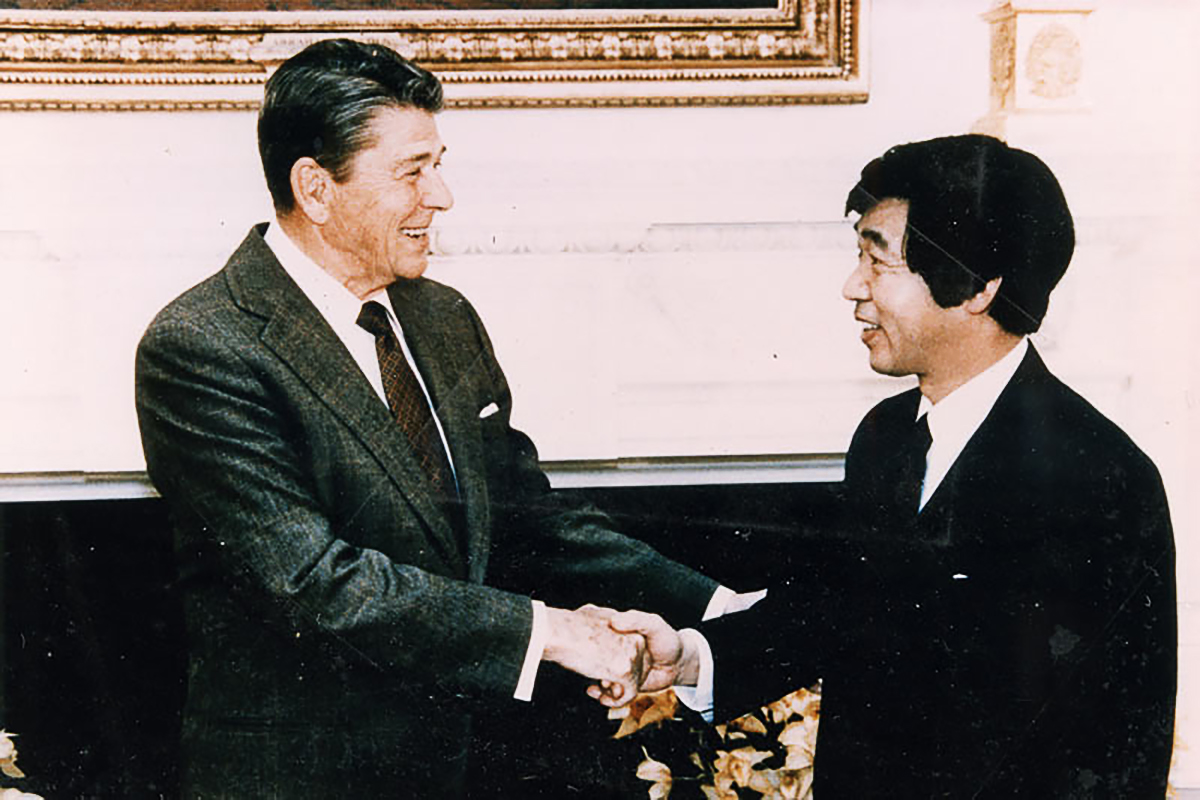
TBS 수석 특파원으로 레이건 대통령과 인터뷰하는 아키야마(1985년 4월 29일)

아키야마 도요히로(일본어: 秋山豊寛, 1942년 6월 22일 ~ )는 일본의 저널리스트, 소련 제3급 우주비행사, 교토 조형 예술 대학 예술학부 강사이다. 1990년 12월, 미르 우주정거장에서 7일간 체류하였다. 우주에 간 최초의 일본 국적자이며, 그의 우주 임무는 상업적으로 후원 및 자금 지원을 받은 두 번째 우주비행이었다. 또한 상업 우주비행에 탑승한 최초의 민간인이자 우주에서 보도한 최초의 언론인이었다.

## 교육과 경력
아키야마는 도쿄도 미타카시에 위치한 국제 기독교 대학에서 학사 학위를 취득하였다. 이후 1966년 도쿄방송(TBS)에 기자로 입사하였다. 1967년부터 1971년까지 BBC 월드 서비스에서 근무한 뒤 TBS 해외뉴스부 특파원이 되었다. 1984년부터 1988년까지는 TBS 워싱턴 특파원으로 활동하였다.

## 우주 훈련
1989년 8월 17일, 아키야마는 상업적 목적의 소련-일본 합동 우주비행사로 선발되었다. 이 비행은 TBS의 창립 40주년을 기념하기 위해 후원되었다. TBS가 직원의 우주 비행을 위해 지불한 금액은 출처에 따라 상당한 차이를 보인다(미화 2천8백만 달러, 미화 2천5백만 달러, 50억 엔 또는 미화 3천7백만 달러). 아키야마는 1989년 10월 유리 가가린 우주비행사 훈련 센터에서 훈련을 시작하였다.

## 우주비행
TBS는 시청률 향상을 위해 최초의 일본인 우주비행사를 보내고자 하였다. 163명의 TBS 직원들이 우주 비행 기회에 지원하였다. 최종적으로 아키야마와 카메라 기사인 키쿠치 료코가 최종 후보로 선발되었다. 발사 일주일 전 키쿠치가 맹장염에 걸리면서, 아키야마가 우주비행사 훈련을 위해 선발되었고 대체 인원 없이 주 승무원이 되었다. 아키야마는 1989년 8월 TBS와 소련 간의 계약에 따라 우주비행사 훈련을 시작하였다. 우주 비행의 상업화는 소유즈 TM-11호가 TBS와 다른 일본 기업들의 광고로 덮여 있었다는 점에서 명백히 드러났다.
아키야마의 임무는 일본 국적을 가진 사람의 최초 우주 비행이자 역사상 최초로 상업적으로 후원 및 자금 지원을 받은 개인의 우주 비행이었다. 또한 그는 우주에서 생중계 보도를 한 최초의 언론인이 되었다. 현재의 러시아에 있는 유리 가가린 우주비행사 훈련 센터에서 '연구 우주비행사' 훈련 과정을 성공적으로 마친 후, 1990년 12월 2일 임무 사령관 빅토르 아파나시예프와 비행 기술자 무사 마나로프와 함께 소유즈 TM-11호를 타고 미르 우주정거장으로 발사되었다.
아키야마는 훈련된 우주비행사나 과학자, 엔지니어가 아니었다. 미르 우주정거장에 체류하는 동안 그는 매일 생활을 기록한 생중계 보도를 했지만, 그가 드러내는 명백한 불편함으로 인해 "우주의 첫 번째 안티히어로"로 묘사되었다. 그는 우주 부적응과 담배에 대한 갈망 등 자신의 고충을 설명했다. 훈련 중 그는 하루에 네 갑을 피웠던 담배를 끊었다. 발사 전, 지구로 돌아와서 가장 기대되는 것이 무엇이냐는 질문에 그는 "빨리 담배를 피고 싶다."(I can't wait to have a smoke)라고 말했다. 그의 동료 우주비행사들은 후에 그의 멀미에 대해 "그렇게 많이 토하는 사람을 본 적이 없다"고 전했다.
처음에는 TBS의 TV 시청률이 높았지만, 주중에 이르러 평소보다 약간 높은 수준으로 하락했다. 다양한 보고서에 따르면 TBS가 지불한 비행 비용은 1천2백만 달러에서 3천7백만 달러 사이로 추정된다. 회사는 이 거래로 740만 달러의 손실을 본 것으로 알려졌다. 아키야마는 결국 일주일 후인 12월 10일 겐나디 마나코프, 겐나디 스트레칼로프와 함께 소유즈 TM-10호를 타고 지구로 귀환했다. 우주정거장에 체류하는 동안 아키야마는 매일 밤 생방송을 진행했다.

## 이후 경력
아키야마는 우주비행을 마친 후 TBS로 복귀하여 TBS 뉴스부 부국장이 되었다. 1995년 텔레비전의 적극적인 상업화에 동의하지 않아 TBS에서 퇴사하였다.
1991년 4월, 일본 언론인 그룹과 함께 카자흐스탄의 아랄해 상태에 관한 영화를 촬영하였다.
1996년 1월부터 그는 후쿠시마현 다무라시 근처의 다키네정에 위치한 아부쿠마 고지에서 벼와 버섯을 유기농법으로 재배하기 시작하였다. 또한 환경 문제에 초점을 맞춘 책을 집필하고 강연을 하였다. 2011년 3월, 후쿠시마 사고의 직접적인 영향을 받은 이재민이 되어 농장을 포기해야만 했다.
2011년 11월 1일, 교토조형예술대학 예술학부의 농업 강사가 되었다.
2017년 미에현 다키군 오다이정의 산간 마을로 이주하여 다시 농경 생활을 시작하였다.

## 사생활
아키야마는 아키야마 교코와 결혼하였으며, 아들과 딸을 두었다. 그는 농사를 짓기 위해 도쿄에 있는 가족을 떠났다. 부부는 1995년에 이혼하였다.

## 같이 보기
- 모리 마모루